# Mycterosaurinae
Mycterosaurinae – podrodzina gadów z rodziny Varanopidae. Do Mycterosaurinae należeli: Mycterosaurus oraz Mesenosaurus. Osiągały rozmiary od 40–60 cm długości i były owadożerne. Żyły w permie około 250 milionów lat temu.